# Cathleen Cordell
Cathleen Cordell (n. 21 mai 1915, New York City, New York, SUA – d. 19 august 1997, Los Angeles, California, SUA) a fost o actriță americană de film și televiziune. Ea a fost descrisă ca „o fată născută în Brooklyn cu un nume irlandez și un accent englezesc; educată în India și în Franța”.

## Tinerețea
Cordell s-a născut în Brooklyn, New York. Ea s-a mutat în Anglia și apoi în Franța, unde a început să meargă la școală. „Afacerea tatălui meu l-a dus în India, atunci când eu eram un copil”, a spus ea, „apoi am mers în Franța și când aveam 7 ani am fost trimisă într-un internat francez”. Ea a urmat mai târziu cursuri la Academia Regală de Artă Dramatică.

## Actriță de teatru
Debutul pe scenă a lui Cathleen Cordell a fost în spectacolul It's You I Want, prezentat de compania Seymour Hicks în Anglia. Primul ei rol important în Statele Unite ale Americii a fost în spectacolul Never Trouble Trouble de pe scena teatrului Brighton din Brooklyn, New York, la 17 august 1937. Un ziar din Brooklyn a descris-o pe Cordell ca „o descoperire a lui John Golden” și a spus că actrița „apăruse anterior în străinătate”.
Cordell a continuat să apară pe Broadway în Love of Women (1937), Romantic Mr. Dickens (1940), Golden Wings (1941), Yesterday's Magic (1942), Sheppey (1944), While the Sun Shines (1944) și The Linden Tree (1948).

## Apariția în filme
Cordell și-a început cariera de actriță de film în 1938, când a jucat în Who Killed Cock Robin?. (O altă sursă spune că ea „și-a făcut debutul în film în versiunea britanică a filmului Gaslight”.) Ea a jucat rolul cameristei Nancy în Gaslight (1940), în care rolul principal era interpretat de Anton Walbrook.
A apărut în numeroase filme și spectacole de televiziune pe parcursul a aproape 50 de ani de carieră.

## Apariția la radio și televiziune
Cordell a jucat în piesele de teatru radiofonic Hilltop House (în rolul Vicky McLain), Amanda (în rolul Evei Fuller), Valiant Lady (în rolul Monicăi Brewster) și Counterspy și a apărut în alte programe, cum ar fi Quiet Please, Grand Central Station și The March of Time.
În timpul celui de-al Doilea Război Mondial Cordell a trăit la Anglia și a lucrat pentru BBC.
Cordell a apărut în două episoade ale serialelor Perry Mason și Family Affair și de trei ori în Dragnet 1967, cu Jack Webb în rol principal.

## Ultimii ani și moartea
Cordell s-a retras din actorie în 1985, după apariția în filmul Întoarcerea morților vii.
Cordell a murit pe 19 August 1997, la Centrul Medical Cedars-Sinai din Los Angeles, la vârsta de 82 de ani. Potrivit Internet Movie Database, cauza decesului lui Cordell a fost un emfizem; locul unde a fost înmormântată ei este necunoscut.

## Piese de teatru radiofonic
| An   | Program                                 | Episod/sursă           |
| ---- | --------------------------------------- | ---------------------- |
| 1948 | Quiet Please „Adam and the Darkest Day” |                        |
| 1948 | Grand Central Station                   | necunoscut             |
| 1950 | Playhouse of Favorites                  | The School for Scandal |
| 1952 | The FBI in Peace and War                | The Trouble Shooter    |
| 1953 | Theatre of Today                        | The Props              |

## Filmografie
| An   | Titlu                         | Rol                             | Observații            |
| ---- | ----------------------------- | ------------------------------- | --------------------- |
| 1938 | Hey! Hey! USA                 | Susan - iubita lui Johnson      | nemenționată          |
| 1940 | Gaslight                      | Nancy                           |                       |
| 1941 | Major Barbara                 | Mog Habbijam                    |                       |
| 1964 | The Unsinkable Molly Brown    | pasageră                        | nemenționată          |
| 1968 | Star!                         | vânzătoare                      | nemenționată          |
| 1970 | MASH                          | cpt. Peterson - Nurse Corps     | nemenționată          |
| 1970 | Airport                       | dna. William Donovan - pasageră | nemenționată          |
| 1974 | Oliver Twist                  |                                 | Voce                  |
| 1980 | The Gong Show Movie           | doamna din lift                 |                       |
| 1985 | The Return of the Living Dead | soția colonelului               | (ultimul rol în film) |

## Filme de televiziune
| An   | Program                  | Episod/sursă  |
| ---- | ------------------------ | ------------- |
| 1950 | Armstrong Circle Theatre | Happy Ending  |
| 1967 | I Dream of Jeannie       | The Mod Party |

## Legături externe
- Cathleen Cordell la Internet Movie Database
- en Cathleen Cordell la Internet Broadway Database
- Cathleen Cordell la Allmovie
- Old Time Radio Researchers Database of People and Programs Arhivat în 23 iulie 2011, la Wayback Machine.